# SC Spremberg 1896
Der Verein SC Spremberg 1896 ist ein Sportklub in der südbrandenburgischen Stadt Spremberg. Er bietet die Sportarten Fußball, Handball und Tischtennis an (Stand 2009). Dem Verein stehen der Sportplatz Slamen im Osten der Stadt sowie die Sporthalle Neu-Haidemühl (Handball) und die BMK-Halle (Tischtennis) zur Verfügung. 2008 trat die Fußballabteilung mit zwei Männer-, sieben Nachwuchsmannschaften und einem Altherrenteam an. Die 1. Fußballmannschaft spielte in der Landesklasse Brandenburg, die Handballmannschaft in der Kreisliga und die Tischtennismannschaft in der Landesklasse.

## Geschichte
Nachdem 1956 die Fußballsektion der BSG Einheit Spremberg der BSG Schwarze Pumpe angegliedert wurde und diese 1958 nach Hoyerswerda umzog, drohte in Spremberg der Fußball völlig zum Erliegen zu kommen. Um dies zu vermeiden, gründete das Kraftwerk Trattendorf 1958 die Betriebssportgemeinschaft Turbine Spremberg, die zunächst nur mit zwei Fußballmannschaften begann. Später kamen weitere Sektionen wie z. B. Turnen, Schwimmen und Wasserball hinzu. Während die Fußballspieler über das Bezirksniveau nicht hinaus kamen,  war die BSG mit der Wasserballjugend sehr erfolgreich, die Jugend- und Knabenmannschaften qualifizierten sich mehrmals für die DDR-Meisterschaften, 1986 wurden die Knaben Vizemeister.

## Entwicklung des Fußballsports
Die 1. Fußballmannschaft der BSG Turbine begann in der Saison 1958 in der sechstklassigen Kreisliga Spremberg, wurde sofort Kreismeister und stieg in die Bezirksklasse Cottbus auf. 1960 glückte der Aufstieg in die Bezirksliga Cottbus, in der sich Turbine bis 1963 behaupten konnte. Danach dauerte es bis 1977, ehe erneut die inzwischen drittklassige Bezirksliga erreicht wurde. Diesmal konnte der Klassenerhalt bis 1985 gesichert werden, doch nach dem Bezirksligaabstieg fusionierte die Sektion Fußball mit der BSG Chemie Spremberg. Zwar traten die Fußballmannschaften weiterhin als BSG Turbine an, die 1. Mannschaft musste wegen der Strukturveränderung aber neu in der Kreisliga beginnen. 1987 gewann Turbine die Kreismeisterschaft und qualifizierte sich in den anschließenden Aufstiegsspielen für die Bezirksklasse, in der sie bis zum Ende des DDR-Fußballbetriebes 1990 blieb.
In den Jahren 1981 und 1982 wurde Turbine Spremberg Bezirkspokalsieger und qualifizierte sich dadurch für den DDR-weiten Fußballpokal-Wettbewerb. Die Mannschaft schied jedoch beide Male bereits in der I. Hauptrunde gegen zweitklassige DDR-Ligisten aus, 1981 1:2 gegen Vorwärts Kamenz und 1982 2:6 gegen Fortschritt Bischofswerda.
Nach der deutschen Wiedervereinigung und den damit verbundenen wirtschaftlichen Veränderungen stellte das Kraftwerk Trattendorf seine Unterstützung für die BSG Turbine ein. Zur Weiterführung des Sportbetriebs gründeten BSG-Mitglieder 1990 den neuen Sportclub Spremberg 1896. 2001 erkämpfte die 1. Fußballmannschaft des SC den Aufstieg in Landesklasse Brandenburg, stieg aber im nächsten Jahr wieder in der Landesklasse ab, wo man seitdem spielt.

## Personen
Mehrere Fußballspieler der BSG Turbine fanden später den Weg zu höherklassigen Mannschaften. Jörg Jenter und Hans-Dieter Paulo wurden Oberligaspieler bei Energie Cottbus, ebenso wie Olaf Bitzka beim FC Vorwärts Frankfurt/Oder. 